# Napoli Aragonese
Napoli Aragonese è un album dell'Ensemble Micrologus pubblicato nel 2001.

## Tracce
1. Que feray ie mal fortunè - La vida de Colin – 2:21
2. Puis fortuna m'avis en tel partit – 3:10
3. Brunette je vous ay amée - Brunette au sorcil noir – 5:11
4. Chiave, chiave – 1:38
5. Qu'es mi vida – 3:55
6. Falla con misuras – 3:06
7. O vos homines – 6:57
8. Viva viva rey Ferrando – 3:03
9. Chiave, chiave – 1:36
10. Morte merce, gentile acquill'altera – 3:06
11. Amor tu non me gabaste – 2:04
12. O tempo bono – 2:10
13. Correno multi cani – 3:27
14. O pelligrina, o luce – 2:26
15. Cor mio volunturioso – 4:00
16. Amor que t'o fat hio – 2:20
17. Alle stamenge donne – 2:45
18. Fate d'arera – 3:54
19. Horamay che fora son – 4:41
20. La vida de Culin - Voca la galiera – 3:25